# Texas City
Texas City is een plaats (city) in de Amerikaanse staat Texas, en valt bestuurlijk gezien onder Chambers County en Galveston County.

## Demografie
Bij de volkstelling in 2000 werd het aantal inwoners vastgesteld op 41.521.
In 2006 is het aantal inwoners door het United States Census Bureau geschat op 45.070, een stijging van 3549 (8.5%).

## Geografie
Volgens het United States Census Bureau beslaat de plaats een oppervlakte van
433,1 km², waarvan 161,5 km² land en 271,6 km² water. Texas City ligt op ongeveer 3 m boven zeeniveau.

## Plaatsen in de nabije omgeving
De onderstaande figuur toont nabijgelegen plaatsen in een straal van 12 km rond Texas City.